# Église Notre-Dame-sur-l'Eau
Pour l’article homonyme, voir Église Notre-Dame-sur-l'Eau (Allier).
Pour l'ancienne abbaye cistercienne, voir Abbaye Notre-Dame de l'Eau.
L'église Notre-Dame-sur-l'Eau est un édifice catholique qui se dresse sur l'ancienne commune française de Domfront dans le Passais, dans le département de l'Orne, en région Normandie. Construite entre les XIe et XIIe siècles, cette ancienne église prieurale qui relevait de l'abbaye de Lonlay a subi de nombreuses avanies, mais reste un édifice majeur de l'architecture de cette région.
L'église est classée aux monuments historiques.

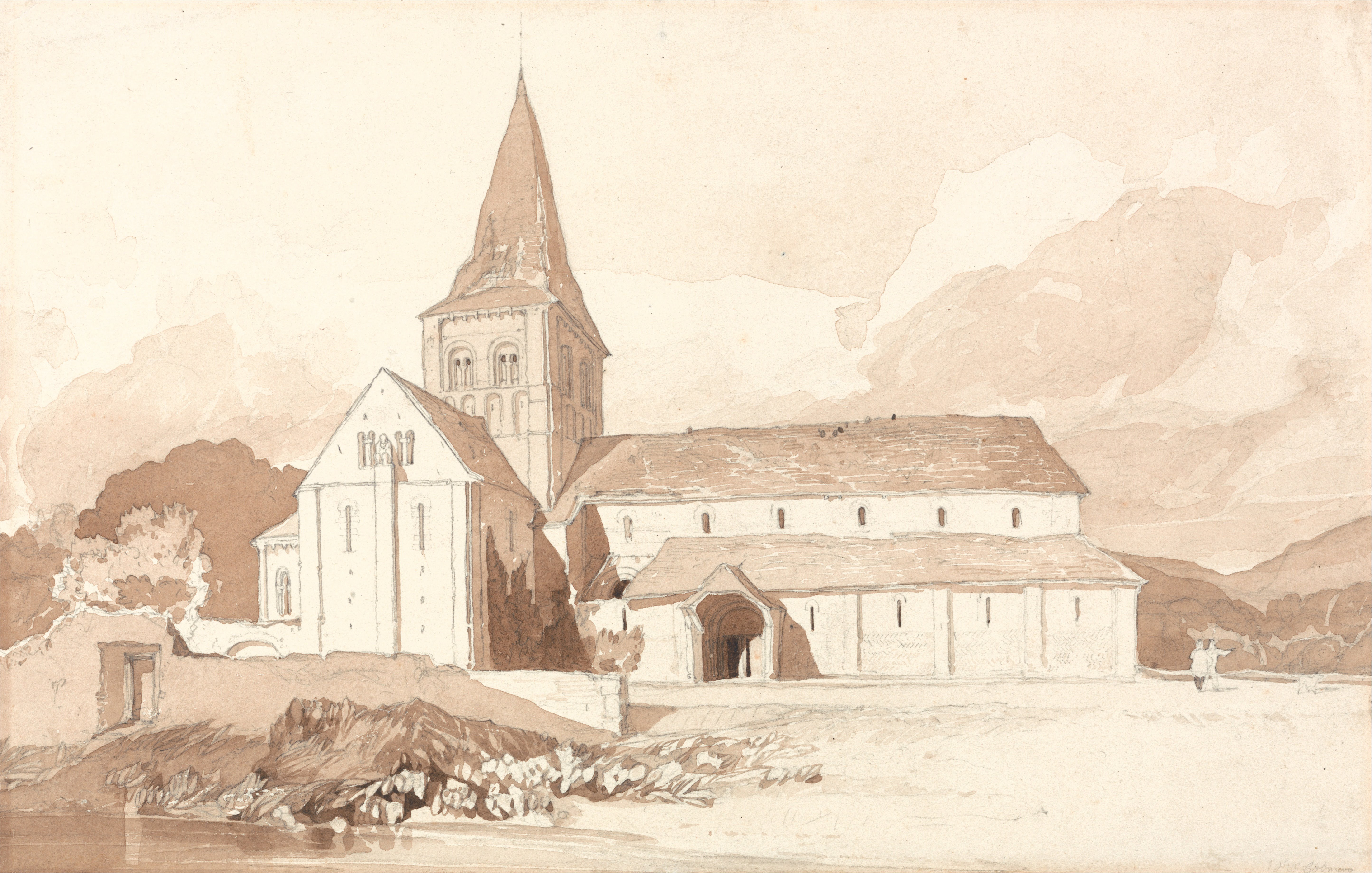
L'église en 1820.

## Localisation
L'église est située à Domfront comme déléguée de la commune nouvelle de Domfront-en-Poiraie, dans le département français de l'Orne. Elle doit son nom à sa proximité d'un gué de la Varenne.

## Historique
Le site de l'église Notre-Dame-sur-l'Eau, nommée Notre-Dame-sous-l'Eau jusqu'au milieu du siècle précédent,, est donné vers 1020 à l'abbaye de Lonlay par le fondateur du château de Domfront, Guillaume Ier de Bellême. L'abbaye de Lonlay alors dépendante de l'abbaye de Saint-Benoît-sur-Loire en fait un important prieuré. Sa construction s'est sans doute échelonnée du milieu du XIe siècle jusque vers 1100. Sa structure est typiquement bénédictine et elle constitue un type parfait de l'architecture romane normande, donc probablement postérieure à l'annexion de Domfront par la Normandie en 1050. Elle est dédiée en 1156.
Au Moyen Âge, elle est la seule paroisse de Domfront et est fréquentée par les ducs de Normandie. Henri II Plantagenêt y fait baptiser en 1162 une de ses filles, Aliénor, future grand-mère de Saint Louis. Elle subit plusieurs restaurations au XVIe siècle notamment en 1578. Elle est restée la paroisse de l'aristocratie locale et on y trouve de nombreuses pierres tombales, parmi lesquelles celles des familles des Landes, Galleri de la Tremblais, Gilebert de Lhene, de la Jaminière.
Elle échappe aux destructions de la Révolution grâce à ses sépultures, mais, servant d'entrepôt, d'usine de salpêtre, de filature de coton et de chapelle pour l'hôpital, elle est subdivisée par des cloisons. Vers 1826, la flèche octogonale en charpente qui couronnait la tour est remplacée par une pyramide quadrangulaire. En 1836, la nef de l'église est amputée de quatre travées sur les six lors de l'ouverture de la route de Domfront à Mortain. Un bombardement aérien atteint la nef et le clocher en 1944, sans pour autant détruire totalement l'église qui est restaurée avec soin, et les peintures du chevet sont mises en valeur,.

## Description

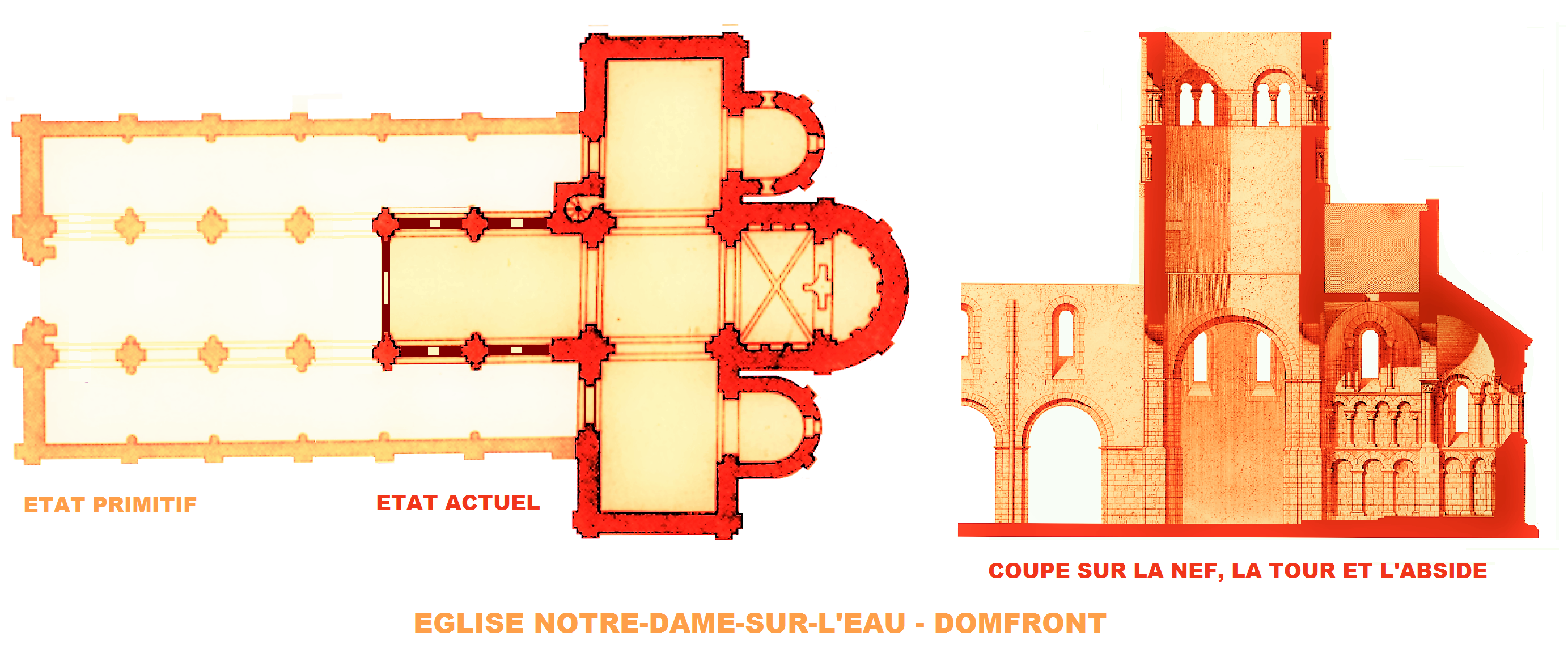
Plan et coupe, avec l'ancienne nef.

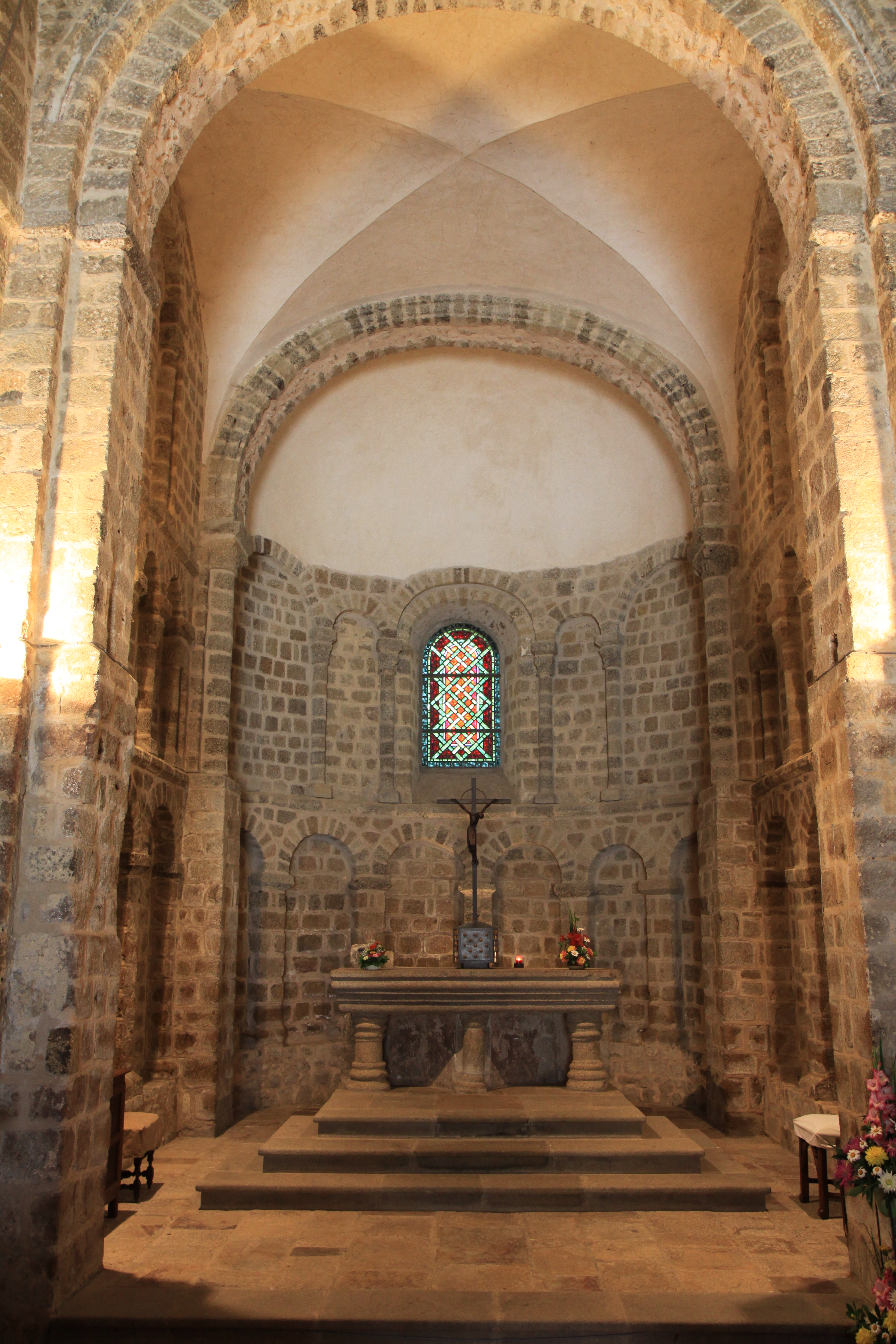
Abside romane du chœur.

L'église, a deux élévations : arcades et fenêtres hautes, comporte une nef de six travées à larges bas-côtés, un transept saillant, un chœur d'une travée terminé par une abside et deux absidioles ouvrant sur le transept. On note deux phases de construction très proches, la nef et le transept avec le chœur. Elles sont marquées par un changement d'axes.
Avant la destruction, la nef mesurait 40 m de long et 15,60 m de largeur avec une hauteur de 13 m. La tour carrée (remaniée au XIIe siècle) s'élève à la croisée du transept, entre la nef et le chœur, l'escalier étant ménagé dans un pilier. 
La façade est ornée du grand portail roman d'origine, à six colonnes et chapiteaux couverts d'entrelacs, séparés par des angles saillants, que l'on a replacé dans le nouveau mur de façade. La nef, après démolition, a été rebâtie sur une longueur de 9,45 m et une largeur de 7,50 m. Presque toutes les maçonneries extérieures des bas-côtés étaient disposées en arêtes de poisson, le mur intérieur des bas-côtés offrant une suite d'arcades voûtées.
Le transept est la partie la plus caractéristique de l'édifice, où certains supports cruciformes ont des demi-colonnes montant sur toute la hauteur, disposition très rare en France, mais fréquente dans le monde germanique. Le chœur est voûté d'arêtes sur deux rangées d'arcatures surmontées de fenêtres hautes comme la nef qui, elle, n'est pas voûtée. L'abside et les chapelles du transept sont seules intactes,.

### La sculpture

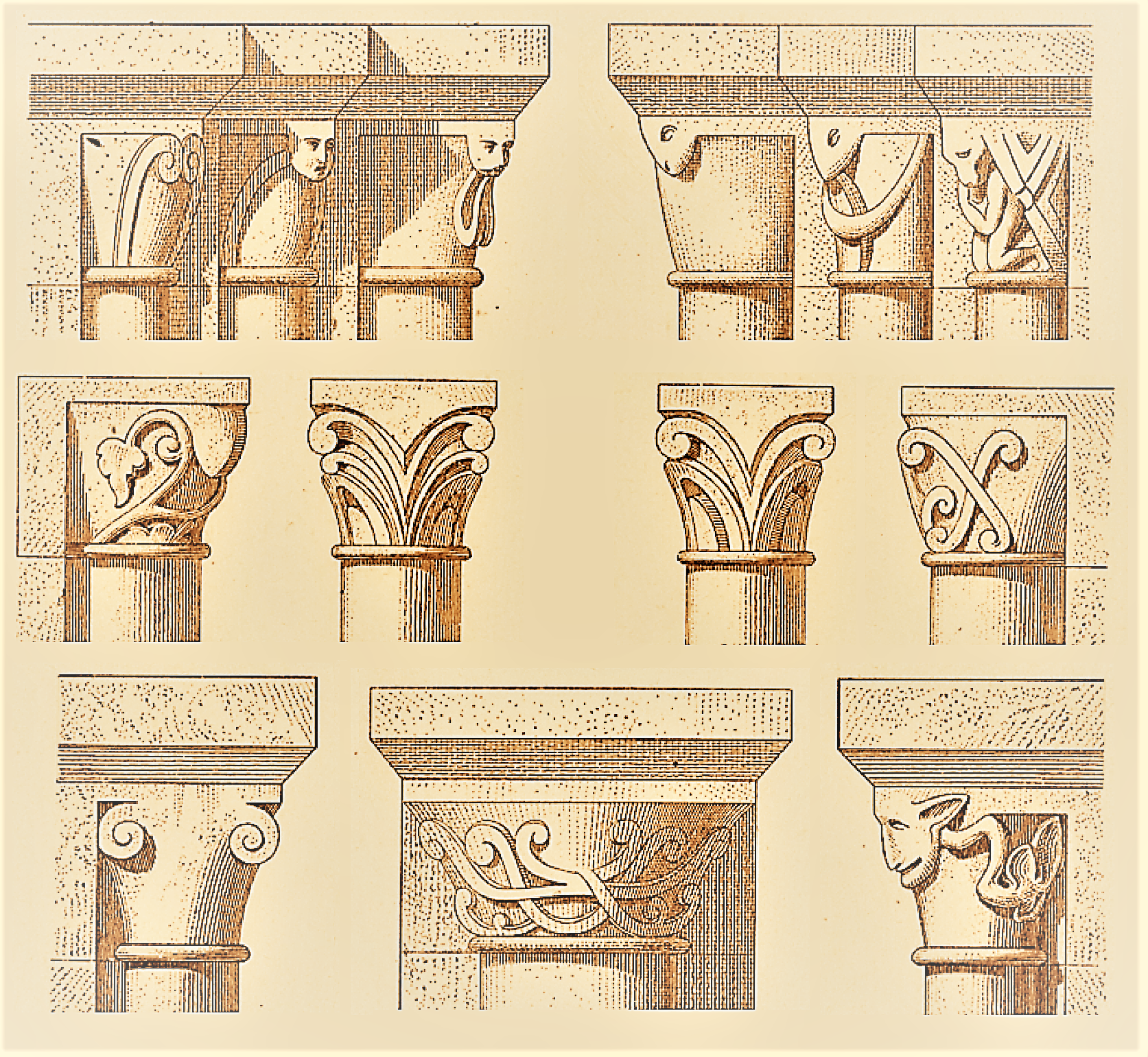
Sculptures romanes des chapiteaux.

Les chapiteaux taillés dans du granite n'ont pas la finesse de ceux taillés dans du calcaire, mais ils s'ornent de décors géométriques : entrelacs informes, étoiles et crossettes, de végétaux stylisés, de formes humaines et de masques, de têtes de béliers et de bœufs. Cette sculpture porte la marque des chantiers caennais et de la Bretagne toute proche.

## Classement aux monuments historiques
L'église est classée au titre des monuments historiques par liste de 1840.

## Mobilier
Dans l'église se trouvent un maître-autel du XIIe siècle, une Vierge à l'Enfant du XIVe siècle, un gisant du XVe siècle, ainsi qu'une collection de dalles funéraires, dont celle de la marquise de Lesdin, du début du XVIIe siècle.

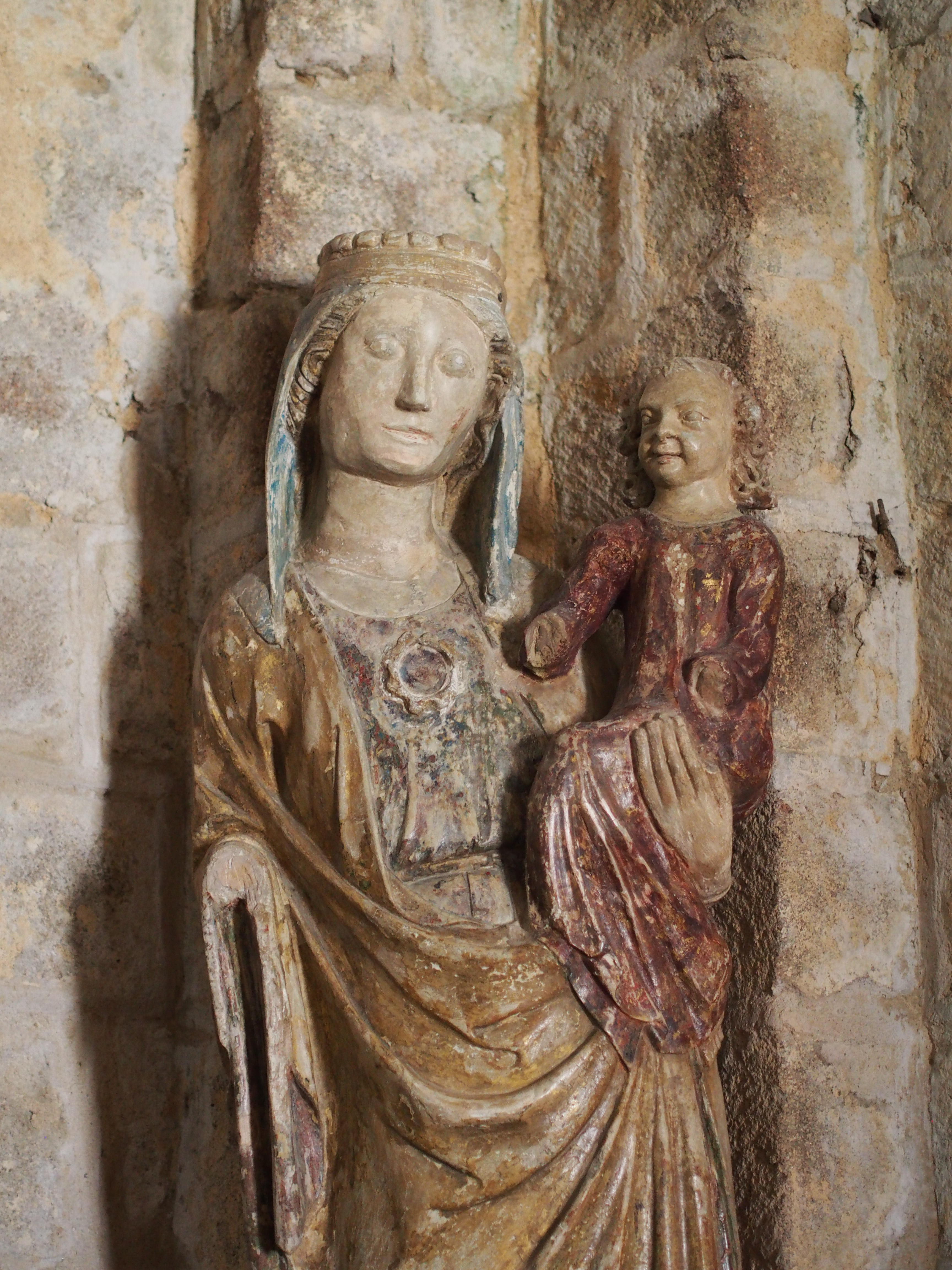
La Vierge du XIVe siècle.
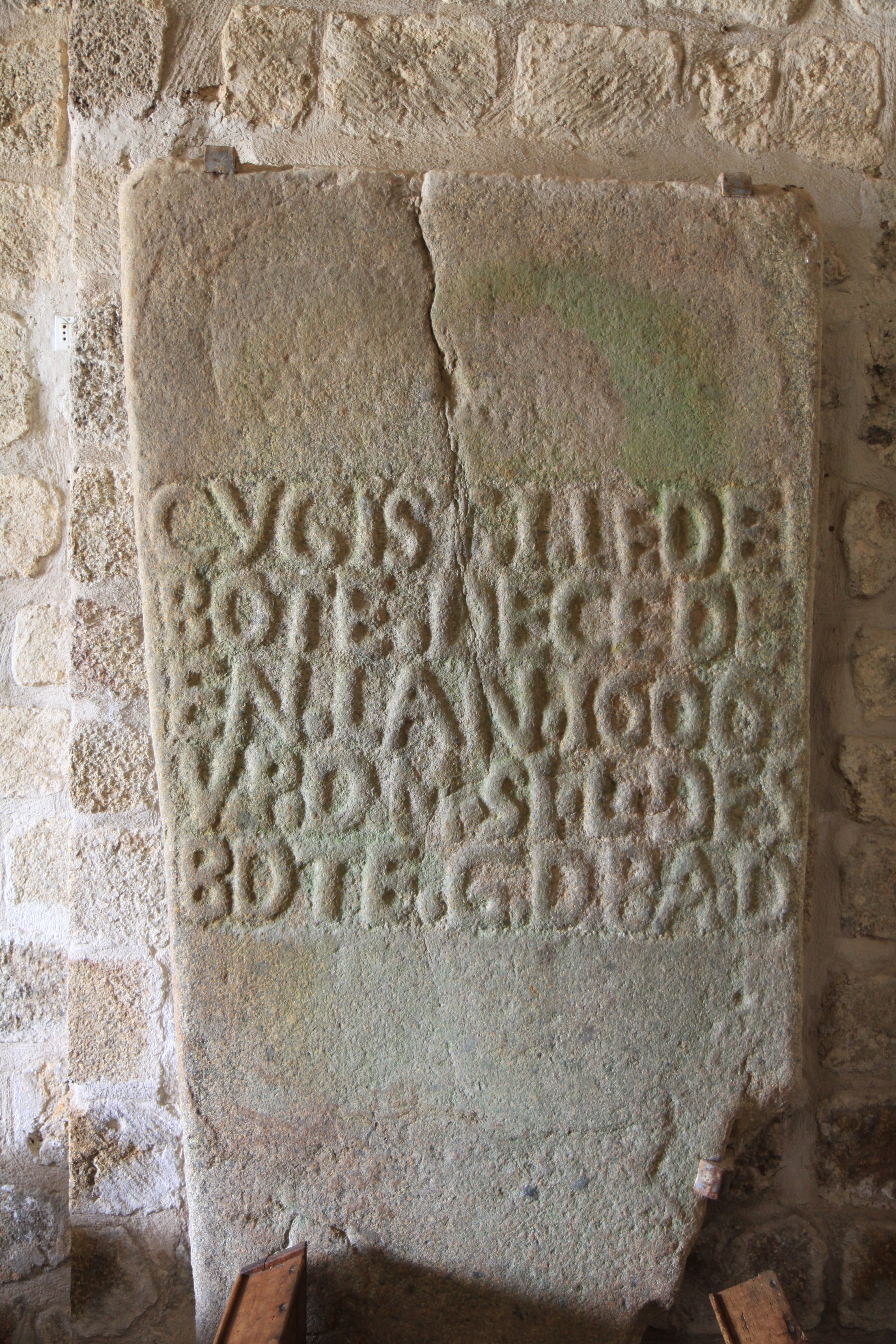
Dalle funéraire.
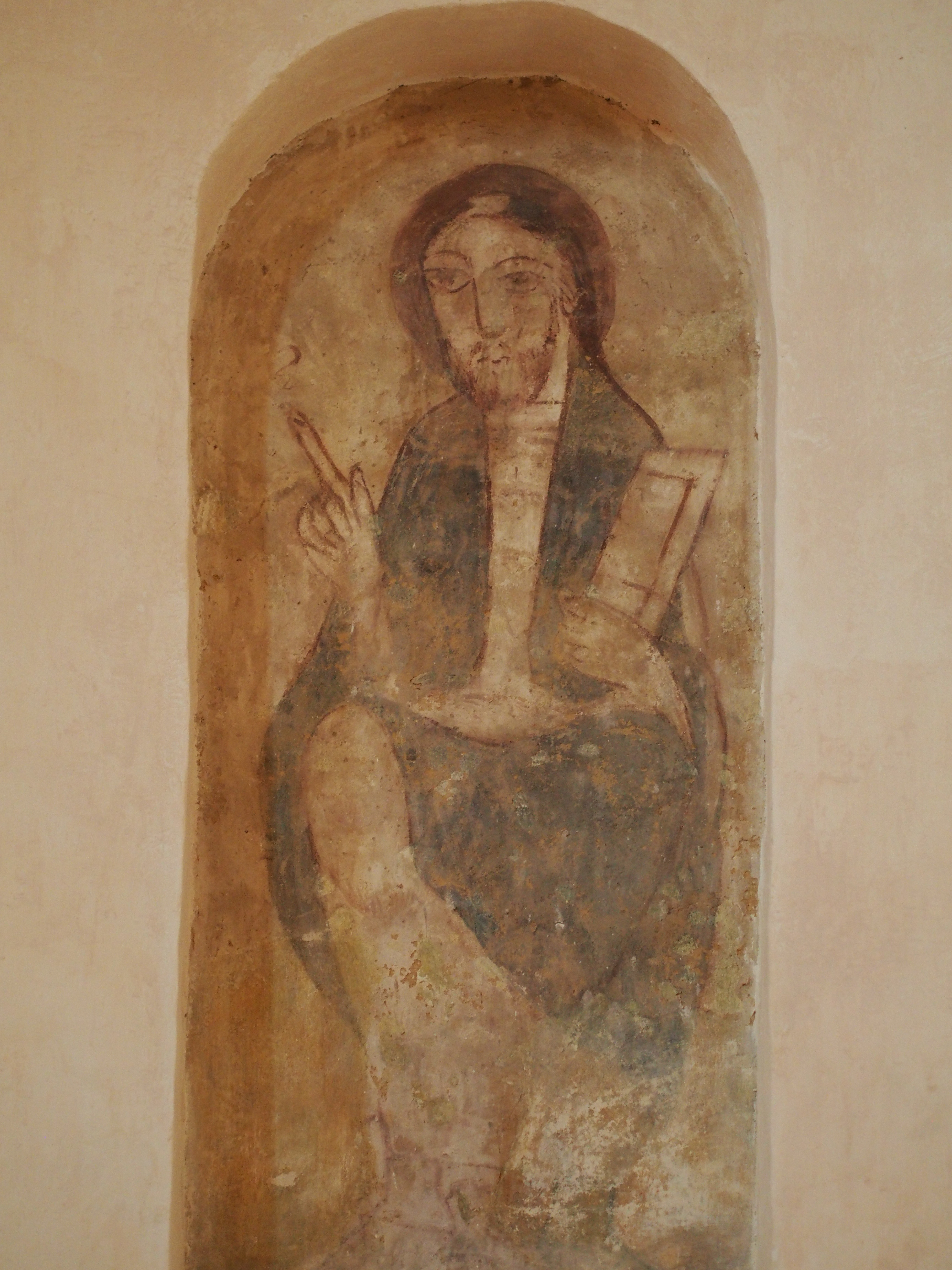
Fresque du XIIe siècle.
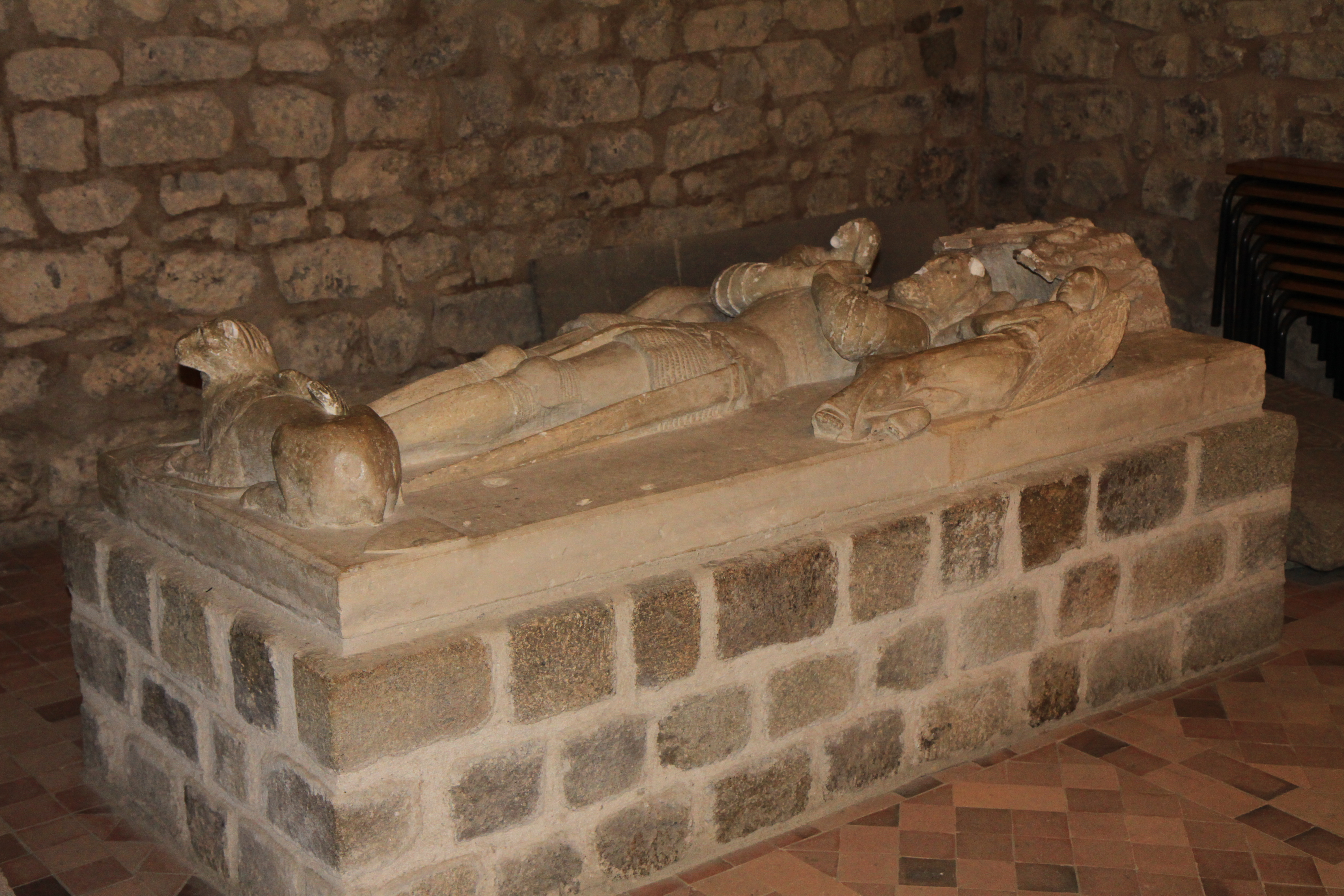
Gisant du XVe siècle.